# أندري موستوفوي
أندري موستوفوي (مواليد 5 نوفمبر 1997) هو لاعب كرة قدم روسي يلعب في مركز الوسط في نادي زينيت سانت بطرسبرغ.

## روابط خارجية
- أندري موستوفوي على موقع الاتحاد الدولي (مؤرشف)  (الإنجليزية)
- أندري موستوفوي على موقع الاتحاد الأوربي (الإنجليزية)
- أندري موستوفوي على موقع قاعدة بيانات كرة القدم.إي يو (الإنجليزية)
- أندري موستوفوي على موقع ناشيونال فوتبول تيمز (الإنجليزية)
- أندري موستوفوي على موقع Soccerway.com (الإنجليزية)
- أندري موستوفوي على موقع عالم كرة القدم.نت (الإنجليزية)